# Мархель, Владимир Иосифович
Владимир Иосифович Мархель (бел. Уладзімір Іосіфавіч Мархель; 28 марта 1940, Жигалки, Свержанская гмина, Столбцовский район, Барановичская область, БССР — 26 августа 2013, Беларусь) — белорусский литературовед, поэт, переводчик.

## Биография
Родился в семье служащих. Окончил среднюю школу имени Я. Коласа в д. Миколаевщина (1957) работал молотобойцам в колхозе, рабочим очистительного забоя (имеет квалификацию 6 разряда) на шахте в Новошахтинске Ростовской области (Россия). В 1964 окончил отделение белорусского языка и литературы филологического факультета БГУ. В 1964— 1969 преподавал русский язык и литературу в школе — в деревне Стодоличи Лельчицкого района, Воложине, Минске, работал в газете «Минская правда», старшим редактор в Центральной научной библиотеке имени Якуба Коласа АН БССР, младшим научным сотрудником в Отделе научной информации по общественным наук. С 1978 — научный сотрудник Института литературы имени Янки Купалы АН БССР. Кандидат филологических наук. Член Союза писателей СССР (с 1988).

## Творчество
Дебютировал стихами в 1954 в столбцовской районной газете «Голас селяніна». С 1957 выступает в республиканской печати как поэт и литературовед.Исследует белорусский литературу XIX в., белорусско-польские литературные взаимосвязи. Билингвальное творчество белорусско-польских писателей рассматривает как явление двуединого литературного процесса, а становление новой белорусского литературы освещает в широком историко-культурном контексте языково-этнабелорусского и языко-письменного взаимодействия. Автор книг «Лірнік вясковы: Сыракомля ў беларуска-польскім літаратурным узаемадзеянні» (1983), «Вяшчун славы і волі» (1989, 2005), «Крыніцы памяці: Старонкі беларуска-польскага літаратурнага сумежжа» (1990), «Прадвесце: Беларуска-польскае літаратурнае ўзаемадзеянне ў першай палавіне XIX ст.» (1991), «Ты як здароўе…»: Адам Міцкевіч і тэндэнцыі адраджэння беларускай літаратуры" (1998, дапрац. выд. пад навай «Шлях да Беларусі: Адам Міцкевіч — прадвеснік адраджэння беларускай літаратуры», 2003).
Составитель «Твораў» В. Коротынского (1981, 1994 года, 2009), «Твораў» Я. Лучины (1988, 2001), «Санетаў» А. Мицкевича, книги С. Монюшко «Ліра мая для спеваў: Рамансы і песні на словы У. Сыракомлі»(с В. Скоробогатова), онтологического сборника«Раса нябёсаў на зямлі тутэйшай: Беларуская польскамоўная паэзія XIX ст.»  (все 1998) и др.
С польского на белорусский перевел стихи Я. Купалы, отдельные произведения В. Дунина-Марцинкевича, В. Сырокомли, В. Коротынского,  Я. Кохановского, Л. Стаффа, Ю. Тувима, Р. Добровольского, Б. Дроздовского и др. Перевел на белорусский язык либретто М. Радзивилла оперы «Агатка, або Прыезд пана»  Е. Д. Голланда.
Издал книгу избранных переводов с польского языка "Водгулле» (2000), сборник сонетов «Згадкі Нясвіжа» В. Сырокомли и «Зніч любові» Я. Купалы (обе 2002).